# Marjorie Agosín
Marjorie Agosín (15 de junio de 1955-10 de marzo de 2025) fue una escritora chileno-estadounidense.

## Biografía
Nació en Chile, hija de Moisés y Frida Agosín, donde vivió su niñez en una comunidad judía. En 1968 emigró junto a su familia a los Estados Unidos. Allí estudió literatura comparada en la Universidad de Indiana, y filosofía en la Universidad de Georgia.
Es una autora prolífica; sus libros publicados, incluyendo aquellos que ha escrito así como aquellos que ha editado, suman más de ochenta. Contribuyó con la obra "Women of Some" a la antología Sisterhood Is Global: The International Women's Movement Anthology, editada por Robin Morgan. Sus dos libros más recientes son ambas colecciones de poesía, La luz del deseo (2009), y Secrets in the Sand: The Young Women of Juárez (2006), sobre los feminicidios en Ciudad Juárez. En 2000 recibió la Orden al Mérito Docente y Cultural Gabriela Mistral, otorgada por el Gobierno de Chile, «por su destacada y reconocida contribución a la difusión internacional de la obra de la poetisa nacional Gabriela Mistral y de la literatura chilena en general».
Agosín es profesora de español y literatura latinoamericana en el Wellesley College. También ha ganado notoriedad por su defensa de los derechos de las mujeres en Chile. La Organización de las Naciones Unidas le ha otorgado reconocimientos por su trabajo en favor de los derechos humanos.
Falleció el 10 de marzo de 2025 en su casa en Wellesley (Massachusetts).

## Obras seleccionadas
- Brujas y algo más: Witches and Other Things, Latin American Literary Review Press, 1984, ISBN 978-0-935480-16-0.
- Violeta Parra: santa de pura greda: un estudio de su obra poética (con Inés Dölz-Blackburn), Planeta, 1988, ISBN 9562470164.
- Sargazo (White Pine Press, 1993) ISBN 978-1-877727-27-6.
- Tapestries of hope, threads of love, University of New Mexico Press, 1996, ISBN 0-8263-1692-1.
- Always from Somewhere Else: A Memoir of My Chilean Jewish Father (editora), Feminist Press, 2000, ISBN 1-55861-256-4.
- Women, gender, and human rights: a global perspective, Rutgers University Press, 2001, ISBN 0-8135-2983-2.
- Secrets in the Sand: The Young Women of Juárez, White Pine Press, 2006, ISBN 1-893996-47-6.
- The Light of Desire / La Luz del Deseo (traducido por Lori Marie Carlson), Swan Isle Press, 2010, ISBN 978-0-9748881-7-0.
- I Lived on Butterfly Hill, Atheneum Books for Young Readers, an imprint of Simon & Schuster, 2014, ISBN 978-1-4169-5344-9.